# Synagoge (Landsberg an der Warthe)
Koordinaten: 52° 43′ 44″ N, 15° 14′ 17″ O

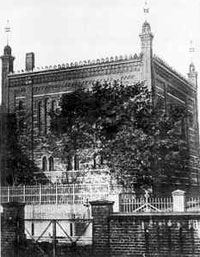
Synagoge in Landsberg an der Warthe, Postkarte Beginn 20. Jahrhundert

Zeichnung der Synagoge

Die Synagoge in Landsberg an der Warthe (polnisch Gorzów Wielkopolski), einer Stadt in der Woiwodschaft Lebus in Polen, wurde 1853/54 errichtet. 

## Beschreibung
Die Synagoge im byzantinischen Stil wurde nach Plänen des Berliner Architekten Carl Tietz (1831–1874) erbaut. Die Synagoge in der Badergasse, der heutigen  Łazienki-Straße, verfügte über 150 Männer- und fast ebenso viele Frauenplätze. Die äußere Gestaltung erinnerte an mittelalterliche Festungsbauten.
Im Inneren, im westlichen Teil, befand sich ein Vestibül, von dem aus man in die Hauptgebetshalle gelangte, die auf drei Seiten von Emporen für Frauen umgeben war. Die Wände waren mit Zitaten aus dem Talmud verziert. Die Hauptgebetshalle war auf drei Seiten von Frauenemporen umgeben.
Beim Novemberpogrom 1938 wurde das Synagogengebäude in Brand gesetzt und zerstört. Christa Wolf beschreibt in ihrem Buch Kindheitsmuster den Brand der Synagoge in ihrem Geburtsort.